# ليوني تيبي
ليوني تيبي (بالألمانية: Leonie Tepe )‏ (و. 1991  م) هي ممثلة ألمانية، ولدت في كولونيا.

## وصلات خارجية
- ليوني تيبي على موقع IMDb (الإنجليزية)
- ليوني تيبي على موقع ألو سيني (الفرنسية)
- ليوني تيبي على موقع قاعدة بيانات الفيلم (الإنجليزية)
- ليوني تيبي على موقع كينوبويسك (الروسية)

- ليوني تيبي في قاعدة بيانات الأفلام على الإنترنت